# Coupe d'Algérie masculine de volley-ball
La Coupe d'Algérie de volley-ball a vu le jour en 1964. L'organisation de la compétition est prise en charge par la Fédération algérienne de volley-ball.

## Palmarès
| Édition | Saison    | Date                       | Vainqueur                   | Score                                           | Finaliste                      | Lieu                                              |
| ------- | --------- | -------------------------- | --------------------------- | ----------------------------------------------- | ------------------------------ | ------------------------------------------------- |
| 1       | 1964-65   | 4 juillet 1965             | Hydra AC                    | 3-1                                             | OM Saint-Eugène                | Alger                                             |
| 2       | 1965-66   | 15 mai 1966                | Hydra AC                    | 3-1                                             | GCS Alger                      | Alger (Groupes laïques)                           |
| 3       | 1966-67   | 30 juin 1967               | Non remis (finale arrêtée)  | Non remis (finale arrêtée)                      | Non remis (finale arrêtée)     | Alger (Stade Hydra)                               |
| 4       | 1967-68   | 25 mai 1968                | Hydra AC                    | 3-0                                             | ASPTT Constantine              | Alger (salle Mairie)                              |
| 5       | 1968-69   | 19 mai 1969                | GCS Alger                   | 3-1                                             | ASPTT Tlemcen                  | Alger (Groupes laïques)                           |
| 6       | 1969-70   | 14 juin 1970               | NA Hussein-Dey              | 3-1                                             | ASPTT Tlemcen                  | Alger                                             |
| 7       | 1970-71   | 9 mai 1971                 | NA Hussein-Dey              | 3-2                                             | B Bejaïa                       | CREPS Ghermoul, Alger                             |
| 8       | 1971-72   | 25 juin 1972               | NA Hussein-Dey              | 3-2                                             | NAR Hydra                      | Stade du CREPS                                    |
| 9       | 1972-73   | 27 mai 1973                | NAr Hydra                   | 3-1                                             | ASPTT Tlemcen                  | Stade CREPS                                       |
| 10      | 1973-74   | 21 avril 1974              | NA Hussein-Dey              | 3-0                                             | CAC Constantine                | CREPS Ghermoul, Alger                             |
| 11      | 1974-75   | 27 avril 1975              | NA Hussein-Dey              | 3-1                                             | CAC Constantine                | Salle Harcha Hassen, (Alger)                      |
| 12      | 1975-76   | 23 mai 1976                | NA Hussein-Dey              | 3-0                                             | ASPTT Tlemcen                  | salle OCO, Alger                                  |
| 13      | 1976-77   | 27 mai 1977                | NA Hussein-Dey              | 3-0                                             | Rama Mouradia (Alger)          | salle OCO, Alger                                  |
| -       | 1977-78   | N'a pas eu lieu            | N'a pas eu lieu             | N'a pas eu lieu                                 | N'a pas eu lieu                | N'a pas eu lieu                                   |
| 14      | 1978-79   | 21 juin 1979               | DNC Alger                   | 3-1                                             | NA Hussein Dey                 | Salle Harcha Hassen, (Alger)                      |
| 15      | 1979-80   | 3 juillet 1980             | NA Hussein-Dey              | 3-1                                             | DNC Alger                      | Salle Harcha Hassen, (Alger)                      |
| 16      | 1980-81   | 12 juin 1981               | DNC Alger                   | 3-0                                             | EP Sétif                       | Salle Harcha Hassen, (Alger)                      |
| 17      | 1981-82   | 10 juin 1982               | DNC Alger                   | 3-2                                             | NA Hussein-Dey                 | Salle Harcha Hassen, (Alger)                      |
| 18      | 1982-83   | 26 mai 1983                | EP Sétif                    | 3-0                                             | Chlef SO                       | Salle Harcha Hassen, (Alger)                      |
| 19      | 1983-84   | 1er juin 1984              | MC Alger                    | 3-2                                             | EP Sétif                       | Salle Harcha Hassen, (Alger)                      |
| -       | 1984-85   | N'a pas eu lieu            | N'a pas eu lieu             | N'a pas eu lieu                                 | N'a pas eu lieu                | N'a pas eu lieu                                   |
| 20      | 1985-86   | 27 juin 1986               | NA Hussein-Dey              | 3-2 15/12, ?/15, 13/15, 15/?, 15/?              | EP Sétif                       | Salle Harcha Hassen, (Alger)                      |
| 21      | 1986-87   | 26 mai 1987                | NA Hussein-Dey              | 3-2                                             | MP Alger                       | Salle Harcha Hassen, (Alger)                      |
| 22      | 1987-88   | 1er juillet 1988 à 15h 30  | MC Alger                    | 3-2 15-12, 12-15, 5-15, 15-11, 15-11            | MA Hussein dey                 | Salle Harcha Hassen, (Alger)                      |
| 23      | 1988-89   | 4 mai 1989                 | MC Alger                    | 3-0                                             | PO Chlef                       | Salle Harcha Hassen, (Alger)                      |
| 24      | 1989-90   | 24 mai 1990                | MC Alger                    | 3-0 15-11, 15-13, 15-12                         | CS Constantine                 | Salle Harcha Hassen, (Alger)                      |
| 25      | 1990-91   | 13 juin 1991               | MC Alger                    | 3-2 11-15, 07-15, 15-13, 15-08, 15-13           | EC Sidi Moussa                 | Salle omnisports de Boumerdes                     |
| 26      | 1991-92   | 14 mai 1992                | EC Sidi Moussa              | 3-1 12-15, 15-10, 15-11, 15-7                   | MC Alger                       | Salle Harcha Hassen, (Alger)                      |
| 27      | 1992-93   | 29 avril 1993              | NA Hussein-Dey              | 3-0                                             | USM Blida                      | Salle Harcha Hassen, (Alger)                      |
| 28      | 1993-94   | 26 mai 1994                | Olympique Médéa             | 3-̈2 (13/15), (15-13), (15-12), (04/15), (16-14) | NA Hussein Dey                 | Salle Harcha Hassen, (Alger)                      |
| 29      | 1994-95   | 25 mai 1995                | MC Alger                    | 3-0 (15-09), (15-07),(15-05)                    | PO Chlef                       | Salle Harcha Hassen, (Alger)                      |
| 30      | 1995-96   | 20 juin 1996               | MC Alger                    | 3-0 (15-13),(15-09), (15-10)                    | NA Hussein Dey                 | Salle Harcha Hassen, (Alger)                      |
| 31      | 1996-97   | 22 mai 1997                | USM Blida                   | 3-2 15-10 06-15 10-15 15-12 15-10               | SR Annaba                      | Salle Harcha Hassen, (Alger)                      |
| 32      | 1997-98   | 18 juin 1998               | SR Annaba                   | 3-2 13-15 15-10 9-15 15-12 15-11                | USM Blida                      | Salle Harcha Hassen, (Alger)                      |
| 33      | 1998-99   | 25 juin 1999               | USM Blida                   | 3-1 (25-18), (25-17), (26/28), (25-23)          | CAC Constantine                | Salle Harcha Hassen, (Alger)                      |
| 34      | 1999-00   | 22 juin 2000               | OC Alger                    | 3-2 (19-25), 27-25, (19-25), 25-14, 15-13       | NR Bordj Bou Arréridj          | Salle Harcha Hassen, (Alger)                      |
| 35      | 2000-01   | 2001                       | OC Alger                    | 3-x                                             | USM Blida                      |                                                   |
| 36      | 2001-02   | 2002                       | USM Blida                   | 3-2 23-25, 24-26, 25-23, 25-21, 15-x            | MC Alger                       |                                                   |
| 37      | 2002-03   | 2003                       | MC Alger                    | 3-1 25-17, 29-31, 25-20, 25-15                  | NES Tlemcen                    |                                                   |
| 38      | 2003-04   | 2004                       | NR Bordj Bou Arréridj       | 3-1 25-14, 20-25, 25-20, 25-16                  | USM Blida                      |                                                   |
| 39      | 2004-05   | 2005                       | MC Alger                    | 3-0 25-22, 25-19, 25-19                         | SR Annaba                      |                                                   |
| 40      | 2005-06   | 2006                       | MB Béjaïa                   | 3-1 25-27, 25-17, 25-21, 25-19                  | MC Alger                       |                                                   |
| 41      | 2006-07   | 2007                       | MC Alger                    | 3-0 28-26 25-22 25-22                           | MB Béjaïa                      |                                                   |
| 42      | 2007-08   | 2008                       | MB Béjaïa                   | 3-2 25-20 25-21 22-25 17-25 19-17               | NR Bordj Bou Arréridj          |                                                   |
| 43      | 2008-09   | 2009                       | NR Bordj Bou Arréridj       | 3-1 25-19 22-25 25-15 25-23                     | MB Béjaïa                      |                                                   |
| 44      | 2009-10   | 2010                       | GS Pétroliers               | 3-1 16-25 25-23 25-22 25-17                     | NR Bordj Bou Arréridj          |                                                   |
| 45      | 2010-11   | 2011                       | NR Bordj Bou Arréridj       | 3-0 26‑24 25‑21 24‑23                           | MB Béjaïa                      | salle OPOW de Batna                               |
| 46      | 2011-12   | 8 Juin 2012                | NR Bordj Bou Arréridj       | 3-2 23-25 25-22 22-25 25-20 15-11               | MB Béjaïa                      | Salle OMS Eucalyptus, Alger                       |
| 47      | 2012-13   | 25 Mai 2013                | ES Sétif                    | 3-0 20-25 25-21 25-16 26-24                     | NR Bordj Bou Arréridj          | Salle Harcha Hassen, Alger                        |
| 48      | 2013-14   | 25 Mai 2014                | NR Bordj Bou Arréridj       | 3-0 25-19 25-18 25-21                           | MB Béjaïa                      | Salle Harcha Hassen, Alger                        |
| 49      | 2014-15   | 9 avril 2015               | NR Bordj Bou Arréridj       | 3-0 25-21 25-12 25-14                           | El Fanar de Ain Azel           | Salle omnisports de Chéraga                       |
| 50      | 2015-16   | 2 juillet 2016             | NR Bordj Bou Arréridj       | 3-0 25-22 25-13 25-22                           | GS Pétroliers                  | Salle omnisports de Birkhadem                     |
| 51      | 2016-17   | 6 mai 2017                 | NR Bordj Bou Arréridj       | 3-0 (25-19, 25-20, 25-15)                       | OMK El Milia                   | Salle Hocine Chalane, (Blida)                     |
| 52      | 2017-18   | 3 juin 2018                | GS Pétroliers               | 3-1 (25-14, 25-21, 25-14)                       | NR Bordj Bou Arréridj          | Salle Harcha Hassen, (Alger)                      |
| 53      | 2018-19   | 31 mai 2019                | GS Pétroliers               | 3 - 0 (25-15),(25-23), (25-20)                  | OMK El Milia                   | Salle Hocine Chalane, (Blida)                     |
| -       | 2019-20]  | N'a pas eu lieu            | N'a pas eu lieu             | N'a pas eu lieu                                 | N'a pas eu lieu                | N'a pas eu lieu                                   |
| -       | 2020-21   | N'a pas eu lieu            | N'a pas eu lieu             | N'a pas eu lieu                                 | N'a pas eu lieu                | N'a pas eu lieu                                   |
| 54      | 2021-22   | Samedi 21 mai 2022 à 16h30 | JSC Ouled Adouane           | 3 - 2                                           | NRB Bou Arréridj               | Salle OMS Nasri de Chlef                          |
| 55      | 2022-23   | 16 juin 2023               | WA Tlemcen                  | 3 - 1                                           | NRB Bou Arréridj               | Salle Omnisports Mohamed Nasri, Chlef             |
| 56      | 2023-2024 | samedi 13 juillet 2024     | JSC Ouled Adouane (w Sétif) | 3-0 (25-21), (25-23),(25-18)                    | CAS Theniet El Abed ( w Batna) | à Constantine (salle Belkacem Mohamed Berchache ) |
| 57      | 2024-2025 | ?                          | WA Tlemcen                  |                                                 |                                |                                                   |

## Bilans

### Par club
| Cl.   | Club                  | Nombre de titres | Années de titres                                                             |
| ----- | --------------------- | ---------------- | ---------------------------------------------------------------------------- |
| 1     | MC Alger              | 13               | 1984, 1988, 1989, 1990, 1991, 1995, 1996, 2003, 2005, 2007, 2010, 2018, 2019 |
| 2     | NA Hussein Dey        | 11               | 1970, 1971, 1972, 1974, 1975, 1976, 1977, 1980, 1986, 1987, 1993             |
| 3     | NR Bordj Bou Arréridj | 8                | 2004, 2009, 2011, 2012, 2014, 2015, 2016, 2017                               |
| 4     | OC Alger              | 6                | 1979, 1981, 1982, 1992, 2000, 2001                                           |
| 5     | Hydra AC              | 4                | 1965, 1966, 1968, 1973                                                       |
| 6     | USM Blida             | 3                | 1997, 1999, 2002                                                             |
| 7     | MB Béjaïa             | 2                | 2006, 2008                                                                   |
| -     | EP Sétif              | 2                | 1983, 2013                                                                   |
| 9     | GCS Alger             | 1                | 1969                                                                         |
| -     | NIAD Alger            | 1                | 1985                                                                         |
| -     | Olympique Médéa       | 1                | 1994                                                                         |
| -     | JSC Ouled Adouane     | 1                | 2022                                                                         |
| -     | WA Tlemcen            | 2                | 2023, 2025                                                                   |
| Total | 12                    | 54               | depuis la saison (1964-1965) jusqu'à (2022-2023)                             |

### Par ville
| Ville              | Titres | Clubs vainqueurs                                                    |
| ------------------ | ------ | ------------------------------------------------------------------- |
| Alger              | 35     | MC Alger 13, NA Hussein Dey 11, OC Alger 6, Hydra AC 4, GCS Alger 1 |
| Bordj Bou Arréridj | 8      | NR Bordj Bou Arréridj 8                                             |
| Blida              | 3      | USM Blida 3                                                         |
| Sétif              | 3      | EP Sétif 1, ES Sétif 1, JSC Ouled Adouane 1                         |
| Béjaïa             | 2      | MB Béjaïa 2                                                         |
| Tlemcen            | 2      | WA Tlemcen 2                                                        |
| Médéa              | 1      | Olympique Médéa 1                                                   |
| Annaba             | 1      | SR Annaba 1                                                         |

## Résultats détaillés

### Coupe d'Algérie 1964-1965
La finale de la 1re édition est disputée le 4 juillet 1965 à Alger et voit l'Hydra AC s'imposer 3-1 face à l'OM Saint-Eugène.
L'effectif de l'Hydra AC était : Coquand, Ferkioui, Lekhal, Mallet, Djillali, Kassoul, Ould Moussa....

### Coupe d'Algérie 1965-1966
La finale de la 2e édition est disputée le 15 mai 1966 à Alger au stade groupes laïques et voit l'Hydra AC s'imposer 3-1 face au GCS Alger.
L'effectif de l'Hydra AC était : Coquiand, Ferkioui, Lekhal, Mallet, Djillali, Kassoul, Ould Moussa...
L'effectif du GCS Alger : madiou, Malek, Boufedji, K. Khemissa, Cherchour, Ben Bouali, S. Khemissa, Bouhail, Affroun, Lakhdari.

### Coupe d'Algérie 1966-1967
La finale de la 3e édition est disputée le 30 juin 1967 à Alger au stade hydra entre l'Hydra AC et l'OM Saint-Eugène
Toutefois, alors que l'Hydra AC mène 2 sets à 1, le match arrêté au 4e set par l'arbitre à la suite de l'envahissement de terrain et la coupe n'est pas remise.
Source
- Hamid Grine, L'almanach du sport algérien, ANEP Editions, 1990, 589 p. (lire en ligne), p. 406

### Coupe d'Algérie 1990-1991
La finale de la 25e édition est disputée le jeudi 13 juin 1991 à Boumerdès (Salle Mohamed Belaaredj) et a vu le MC Alger s'imposer 3 sets à 2 face au EC Sidi Moussa : 11-15, 7-15, 15-13, 15-8 et 15-13. Les arbitres étaient Kadri, Mokhtari et Zimouche. 
La composition des équipes était :
- MC Alger : Tizioualou, Bernaoui, Yacoubi, Kris, Idrici, Ghoul, Malaoui, Ghrnaout, Thaalaba, Djellouli, Laadjal, Haddar. Entraineur : Bendi et  Madiou (suspendu)
- EC Sidi Moussa : Sola, Nehai, Kherif, Belal F, Belal S, Yahia Ouahmed, Slimane, Berkani, Bencharif, Aberkane, Benkhalfallah, Abbou. Entraineur : Calagara (cubain) et Medrar.

Source
- El Moudjahid du samedi 15 juin 1991 page (ii) 2, dans le supplément sports.

### Coupe d'Algerie 1993-1994
- Quarts de Finale : -
- Date : - ? mars 1994
- OMMédéa bat POChlef
- USMBlida bat Association de Tizi Ouzou
- NaHussein-Dey bat .....
- Olymique El-K'seur bat ....
- Demi-Finales : -
- Tirage au sort , la semaine derniére (el-mountakheb numéro 427 du samedi 26 mars 1994 page 14) .
- USMBlida / OMMédéa
- NAHD / Olympi El-K'Seur

### Coupe d'Algérie 1994-1995
Les résultats des 1/16 de finale sont :
- ES Sétif - USM Sétif 3-1
- Olympi El-K'seur - ES Sidi Moussa 3-0
- Olympique Médéa - Chabab El-Mansoura 3-1
- J Tizi Ouzou - I Mohammadia 3-1
- MC Alger - W Tlemcen 3-0
- S Mouradia - Chabab Kharata 3-0
- I Laghouat - A Chlef 3-0
- Mattat Chlef - USM Blida 3-2
- J Ain-M'lila - J Tlemcen (3-0)
- j Bordj Bou Arréridj - Chabab Batna par forfait.

La finale de la 29e édition est disputée le jeudi 25 mai 1995 dans la Salle Harcha Hassen à Alger et a vu le MC Alger s'imposer 3 sets à 0 face au PO Chlef : 15-09, 15-07 et 15-05
Source
- El Mountakheb du 21-27 janvier 1995, page 6.
- Olympic numéro 90 du samedi 27 mai 1995 page 3.

### Coupe d'Algérie 2005
MCA 3-SRA 0
Arbit. : Lemouchi, El Kebboub et Tahri. Juge de ligne : Ramdani, Korso, Chabane et Hafsa.
MCA : Ferrad, Tirsatine, Ben Mosbah, Hammouche, Sola, Malaoui, Dif, Badani, Benhellal, Semahi, Benkhelfellah. Entr. : Krimo Bernaoui et Bencharif Fayçal.
SRA : Gasmi Hichem, Gasmi Allaâdine, Boutefnouchet, Ouchène, Ramoul, El Haichar, Huceini, Bouriba, Bouzidi, Abed, Lab. Entr. : Benamachiche, Kais et Hamrouche Amar.

### Coupe d'Algérie 2006
MB Béjaïa 3 - MC Alger 1
Salle Harcha Hassen. Arbitres : Ahmed Hocine (Qatar), Lazrek Abed, Ismaïl Belhadj
MC Alger : Samir Ferrad, Mohamed Rafik Tirsatine, Amine Benmosbah, Sofiane Hammouche, Hassen Sola, Nadjib Dif, Mahrez Badani, Rachid Ben Halal, Hamza Smahi, Abderahmane Messaoud Debbih, Amine Oumessad, Ali Kerboua Entraîneurs : Bernaoui, Bencharif
MB Béjaïa : Mohamed Chikhi, Walid Benmansour, Arezki Bouaoudia, Fawzi Fodil, Tarik Mebarki, Djouhri Rafik, Salaheddine Saïdi, Amine Amrane, Boualem Ghemari, Ghani Rabie Cherief, Mohamed Akli Haddad, Mohamed Larbi Taleb. Entraîneur : Imeloul, Mebarki.

### Coupe d'Algérie 2007
Arbitrage : Kadri Saïd et Khelfoun Abed.
MCA : Sola, Ferrad, Benhallal, Tirsatine, Kerboua, Hammouche, Oumessaâd, Messaoud, Adrar, Tatsitou Valeri, Boulouh, Mahmoudi. Entr. : Bernaoui
MBB : Benmanseur, Chikhi, Bouaoudia, Fodil, Mebarki, Djohri, Saïdi, Djouadi, Ghemari, Hedroug, Berki, Azem. Entr. : Imloul et Mebarki

### Coupe d'Algérie 2008
MBB - NRBBA (3-2)
Salle Hacène Hachlef du complexe Tchaker de Blida. Arbitrage : (correct) de Khalfoun, Korso, Tahanni
MBB : T. Mebarki (cap), Rabahi, Saïdi, Djouhri, Azem, Aberkane, Foudil, Ghemmari, Benmanseur. Entr. : Imloul et Mebarki
NRBBA : Belaïd (cap), Ouchène, Zaïdi, F. Djoudi, Lahlali, Setebia, Hassissen, Dahmani, Ameur, Boutefnouchet, Daoud, R. Djoudi. Entr. : Salim Bouhala.

### Coupe d'Algérie 2009
NRBBA - MBB (3 sets à 1) (25-19, 22-25, 25-15, 25-23)
Salle Omnisports Hocine Challane (Opow Tchaker Blida), bonne organisation, public nombreux. Arbitrage correct de Yacine Merabet, Lotfi Farrah et M'hamed Tehani.
MBB : Mebarki (cap), Benmansour (libéro), Ghemari, Fodil, Aberkane, Réda Berki, Gildas Davy, Khaled Kesssai, Belabbès, Saïdi, Azem. Entraîneurs : Kaci Imloul et Mebarki.
NRBBA : Belaïd (cap), Ouchène, Djoudi, Hassissen, Dahmane, R. Djoudi (libéro), Hedili, Dallet, Saâdaoui, Mekarta, Zaïdi. Entraîneur : Salim Bouhala et Dahou Dekkiche.

### Coupe d'Algérie 2010
Salle Hocine Chalane (Blida)
Arbitrage : El Kebboub, Tahenni et Lemouichi
GSP : Oumessad, Mahmoudi, Hachemi, Debbih, Soualem, Adrar, Nourani, Laouada, Saïdi, Benomari, Habbatti, Berkani.
Entrs : T. Benomari et F. Taâlba
NRBBA : Hassissen, Belaïd, Ouchène, Djoudi, Hassissen, Fredj, Dahmani, Hansali, Hedili, Kessaï, Djetli, Mekarta.
Entrs : Bouhella et Bouzid

### Coupe d'Algérie 2012
NRBBA-MBB 3/2
Fiche technique
Alger, salle omnisports des Eucalyptus (Alger), temps chaud, public nombreux malgré la chaleur, arbitrage : MM. Lotfi Farah 1er Belarbi Abada 2e arbitre ;Sofiane Belkheiri marqueur :Abed El Hakim Tabet adjoint marqueur (arbitres internationaux) les juges de ligne Mohamed Beldjoudi,Mohamed Bentouati ;Mourad Hamoutene ;Djamel Tribeche (arbitre federaux
Resultats des sets : 1er set : 23-25 MBBj - 2e set : 22-25 NRBBA - 3e set : 22-25 MBBj - 4e set : 25-23 NRBBA et 5e set : 15-11 NRBBA
MB Béjaïa : Fawzi Fodil cap - Mohamed Chikhi – Rachid Benhallal- Salaheddine Saïdi - Tarik Mebarki - Yassine Hakmi - Salim Belabbès - Konenhoussazo David Gilda - Fares Aberkane -, Imed Baadji. Abdelhak Bettache - Chahine Zaichi, Salim Bellabbas
DTS : Mohand Saïd Kaci. Entraineur Mustapha Mebarki
NRBB Arréridj : - Rafik Hassissene capitaine - N’Kouka Abrabys Dallet - Messaoud Mekarta - - Farés Djoudi — Toufik Belaid — Rafik Djoudi - Massinissa Azem Khaled Kessaï Toufik Mahjoubi, Miloud Freidj – Ferandez Canca – Hassen Rebahi
Entraîneur : Salim Bouhella
Nacer Mustapha

### Coupe d'Algérie 2015
NR Bordj Bou Arreridj et l’EF Ain Azel (3-0)
Salle OMS de Chéraga - Public nombreux - bonne organisation
Arbitres : Merabet Yazcine et El Keboub Maamar
Scores des sets :
25-21 NRBBA
25-12 NRBBA
25-14 NRBBA
Composition des équipes :
NB Bordj Bou Arreridj : Hassissene Rafik - Djoudi Rafik - Mekatra Messaoud- Zerouki Youcef - Oumasaad Mohamed Amine - Soualem Billel - Hakmi Yacine - El Hachemi Mohamed Mahdi - Righi Abdelaziz - Kerboua Ali - Dama Rabah - Kerboua Ahmed Amir
Entraineur : Dif Abdelbaki
EF Ain Azel : Bousahel Lahcen - Cherifi Abdelouahab - Chouater Younes - Arab Abderahim - Koli Nabil - Haddad Sedam - Bouzerzour Haroun - Fredj Miloud - Boucif Zineddine - Lebeche Takiedine - Lahmar Khaled - Boussenina Abdelbasset
Entraineur : Djehiche Abdelhakim